# Tadeusz Seemann
Tadeusz Julian Seeman vel Wiktor Popławski vel Tadeusz Strojeń, po wojnie: Wiktor Popławski ps.: Garbus, Wstydliwy, Nasturcja (ur. 27 listopada 1922 w Stryju, zm. 6 kwietnia 1992 w Nysie) – żołnierz Armii Andersa i Polskich Sił Zbrojnych, oficer Armii Krajowej, porucznik łączności rezerwy, cichociemny.

## Życiorys
Po ukończeniu 4 klas gimnazjum uzyskał małą maturę w czerwcu 1939 roku.
We wrześniu 1939 roku nie został zmobilizowany. 20 marca 1940 roku został aresztowany w Stryju przez NKWD pod zarzutem działalności w organizacji konspiracyjnej i skazany na 10 lat łagru. Został zesłany w głąb ZSRR, gdzie pracował w lesie. W lutym 1942 roku wstąpił do Armii Andersa, przydzielono go do 8 Dywizji Piechoty. W Palestynie uczył się w Szkole Podchorążych (2 kompania tej dywizji). Jesienią 1942 roku przez Afrykę Południową został przerzucony do Wielkiej Brytanii i przydzielony do Sekcji Dyspozycyjnej Naczelnego Wodza.
Po przeszkoleniu w łączności radiowej został zaprzysiężony 10 lipca 1943 roku w Oddziale VI Sztabu Naczelnego Wodza. Zrzutu dokonano w nocy z 21 na 22 września 1943 roku w ramach operacji „Neon 5” dowodzonej przez por. naw. Władysława Krywdę. Ekipa została zrzucona na placówce odbiorczej „Lustro” 9 km na północny wschód od Mińska Mazowieckiego. Po aklimatyzacji w Warszawie dostał przydział do Okręgu Wołyń AK, gdzie od listopada był oficerem łączności Inspektoratu Rejonowego Łuck.
29 marca 1944 roku został aresztowany przez NKWD. Był więziony i torturowany w Łucku i Kijowie. Posługiwał się nazwiskiem Wiktor Popławski i nie został rozpoznany jako cichociemny. Został skazany na 20 lat katorgi i dożywotnią zsyłkę. W listopadzie 1944 roku został wywieziony do Workuty. Po zmniejszeniu mu wyroku do 10 lat został w 1953 roku zwolniony z łagru i zesłany dożywotnio do Akczatau, gdzie pracował w kopalni wolframu. 10 kwietnia 1956 roku został zwolniony i 23 sierpnia tego roku dotarł do Polski.
Od 1 października 1956 roku pracował jako kolejno mistrz wydziału aparatury ciężkiej, kierownik wydziału przygotowania produkcji i główny mechanik w Zakładzie Urządzeń Przemysłowych w Nysie. Z dniem 1 stycznia 1981 roku przeszedł na rentę.

## Awanse
- podporucznik – ze starszeństwem z dniem 21 września 1943 roku
- porucznik – 12 października 1973 roku.

## Odznaczenia
- Krzyż Srebrny Orderu Virtuti Militari nr 13486[1]
- Złoty Krzyż Zasługi z Mieczami
- Srebrny Krzyż Zasługi z Mieczami.

## Życie rodzinne
Był synem Alfreda, pracownika technicznego na kolei, i Apolonii z domu Rutkowskiej. Ożenił się z Marią Ażibek (ur. 1925) i miał z nią trzech synów: Eugeniusza (ur. 1948), Włodzimierza (ur. 1949) i Bolesława (ur. 1955).